# Japan Ice Hockey League 2003/04
Die Saison 2003/04 war die 38. und letzte Spielzeit der Japan Ice Hockey League, der höchsten japanischen Eishockeyspielklasse. Meister wurde zum insgesamt 13. Mal in der Vereinsgeschichte der Kokudo Ice Hockey Club.

## Modus
Die reguläre Saison wurde in zwei Phasen aufgeteilt, in denen die vier Mannschaften jeweils 12 Spiele bestritten. Diese wurden anschließend zusammengerechnet, um den Meister zu ermitteln. Für einen Sieg nach regulärer Spielzeit bzw. Overtime erhielt jede Mannschaft zwei Punkte, für einen Sieg nach Shootout 1,5 Punkte, bei einer Niederlage nach Overtime bzw. Shootout einen Punkt und bei einer Niederlage nach regulärer Spielzeit null Punkte.

## Reguläre Saison

### Erste Phase
|    | Team                   | GP | W | OTW | OTL | L | GF | GA | Pts |
| -- | ---------------------- | -- | - | --- | --- | - | -- | -- | --- |
| 1. | Kokudo Ice Hockey Club | 12 | 9 | 0   | 2   | 1 | 52 | 26 | 20  |
| 2. | Ōji Eagles             | 12 | 8 | 1   | 1   | 2 | 38 | 23 | 18  |
| 3. | Nippon Paper Cranes    | 12 | 3 | 1   | 1   | 7 | 37 | 37 | 8,5 |
| 4. | Nikkō Ice Bucks        | 12 | 1 | 1   | 1   | 9 | 15 | 56 | 4,5 |

GP = Spiele, W = Siege, OTW = Siege nach Overtime, SOW = Siege nach Shootout, OTL = Niederlagen nach Overtime, SOL = Niederlagen nach Shootout, L = Niederlagen

### Zweite Saisonphase
|    | Team                   | GP | W | OTW | OTL | L  | GF | GA | Pts  |
| -- | ---------------------- | -- | - | --- | --- | -- | -- | -- | ---- |
| 1. | Kokudo Ice Hockey Club | 12 | 9 | 0   | 2   | 1  | 51 | 29 | 20   |
| 2. | Ōji Eagles             | 12 | 8 | 0   | 1   | 3  | 47 | 37 | 17   |
| 3. | Nippon Paper Cranes    | 12 | 6 | 1   | 1   | 4  | 56 | 51 | 14,5 |
| 4. | Nikkō Ice Bucks        | 12 | 0 | 0   | 0   | 12 | 19 | 56 | 0    |